# زاهر العنداري
زاهر توفيق العنداري (26 مايو 1971) هو لاعب كرة قدم لبناني سابق لعب كمهاجم.

## مهنة النادي
بدأ العنداري مسيرته الكروية عام 1989 مع الأهلي عاليه في دوري الدرجة الثالثة. الذي اندمج مع نادي الإخاء ليشكل الإخاء الأهلي عاليه عام 1990، في موسم 1991–92 فاز النادي بدوري الدرجة الثانية، وصعد إلى الدوري الممتاز لأول مرة في تاريخه.
بقي العنداري في النادي حتى عام 2003، عندما انتقل إلى الصفاء. وفي الموسمين اللذين قضاهما في النادي، سجل العنداري ستة أهداف في الدوري. وبعد موسمين في النادي، عاد في عام 2005 إلى الإخاء الأهلي، الذي كان قد هبط للتو إلى الدرجة الثانية بعد 25 عامًا في دوري الدرجة الأولى. اعلن اعتزاله بعد موسم 2005–06.

## مهنة دولية
بين عامي 1996 و2001، مثّل العنداري لبنان دولياً. سجل أربعة أهداف في 20 مباراة، وكان هدفه الأول في مرمى السعودية في كأس العرب 1998. وفي 12 ديسمبر 1998، سجل ثنائية في مرمى كازاخستان في دورة الألعاب الآسيوية 1998.

## الإحصائيات المهنية

### دولية
| # | تاريخ          | مكان                                        | الخصم     | نتيجة | حصيلة | مسابقة                     | مراجع |
| - | -------------- | ------------------------------------------- | --------- | ----- | ----- | -------------------------- | ----- |
| 1 | 27 سبتمبر 1998 | استاد جاسم بن حمد، الدوحة، قطر              | السعودية  | 1-4   | 1-4   | كأس العرب 1998             | [ 6 ] |
| 2 | 4 ديسمبر 1998  | ملعب مقاطعة سورات ثاني، سورات ثاني، تايلاند | كمبوديا   | 3–0   | 5-1   | دورة الألعاب الآسيوية 1998 | [ 8 ] |
| 3 | 12 ديسمبر 1998 | ملعب راجامانغالا، بانكوك، تايلاند           | كازاخستان | 1–0   | 3-0   | دورة الألعاب الآسيوية 1998 | [ 7 ] |
| 4 | 12 ديسمبر 1998 | ملعب راجامانغالا، بانكوك، تايلاند           | كازاخستان | 2-0   | 3-0   | دورة الألعاب الآسيوية 1998 | [ 7 ] |

## الإنجازات
الاخاء الأهلي عاليه
- دوري الدرجة الثانية: 1991–92

فردي
- أفضل هدف في الدوري اللبناني الممتاز: 1998–99.[9]

## روابط خارجية
- زاهر العنداري على فرق كرة القدم الوطنية.كوم
- زاهر العنداري على موقع أف آي لبنان (FA Lebanon)